# Sumrall Peak
Der Sumrall Peak ist ein 1130 m hoher Berg im westantarktischen Queen Elizabeth Land. In den Cordiner Peaks der Pensacola Mountains ragt er 1,5 km südlich des Rosser Ridge auf.
Der United States Geological Survey kartierte ihn anhand eigener Vermessungen und Luftaufnahmen der United States Navy aus den Jahren von 1956 bis 1966. Das Advisory Committee on Antarctic Names benannte ihn 1968 nach Ensign William H. Sumrall von den Reservestreitkräften der US Navy, Flugzeugpilot auf der Ellsworth-Station im antarktischen Winter 1957.